# Lundquistaffären
Lundquistaffären var en av 1950-talets så kallade rättsröteaffärer, benämnd efter rådmannen Folke Lundquist vid Stockholms rådhusrätt.

## Unmanaffären
Folke Lundquist (1895–1977) anmäldes under 1930- och 1940-talen gång på gång till justitieombudsmannen (JO) för förskingring. Tre personer som anklagade honom för detta, bland andra konstnären Frans Gustav Unman (1879–1967) och före detta överkonstapeln Torsten Dahnberg, spärrades in på sinnessjukhus. Advokaten Björn Dalström, som fört talan för Gustaf Unman, tvingades genomgå undersökning om sinnessjukdom, dömdes för ärekränkning av Folke Lundquist och till avstängning i en dom av Stockholms rådhusrätt för att föra andras talan vid rådhusrätten.
Justitiekanslern genomförde på regeringens uppdrag 1937 en utredning av anklagelserna utan förslag till åtgärd.
Fyra riksdagsledamöter från tre partier med August Spångberg i spetsen gjorde en reservationsvis framförd anmärkning mot justitieminister Herman Zetterberg i konstitutionsutskottets dechargebetänkande år 1948, där de framhöll skäl för en förnyad och allsidig utredning av förhållandena kring Folke Lundquists förvaltning av Gustaf Unmans egendom. Tidningen Arbetaren började engagera sig i Unmanaffären 1947. Författaren Vilhelm Moberg skrev en artikel i Dagens Nyheter 1950.

## Domar mot andra än Folke Lundquist
Tidningen Arbetarens ansvarige utgivare Armas Sastamoinen dömdes 1949 för ärekränkning till två månaders fängelse samt att till Folke Lundquist betala ett skadestånd på 5 000 kronor. Gustaf Unman dömdes som anstiftare till falska anklagelser och dömdes att betala skadestånd till sin förre förmyndare Folke Lundquist. Bland annat justitieombudsmannen Folke Rudewall (1895–1963), justitiekansler Olof Alsén och riksåklagare Maths Heuman avgav yttranden i Unmansfrågan till förmån för förmyndaren och mot Gustaf Unman.

## Rättegång mot Folke Lundquist
Efter 20 års kamp av Gustaf Unman och hans biträden väckte stadsfiskal Lennart Eliasson åtal i början av 1952 i Stockholms rådhusrätt mot Folke Lundquist för ett stort antal brott begångna över lång tid. Rättegången påbörjades i mars 1953 och fällande dom i tingsrätt kom i oktober samma år. Rättsprocessen fortsatte upp i Högsta domstolen, där Folke Lundquist slutligen dömdes för trolöshet mot huvudman, grovt bedrägeri och bedrägeri till tre års fängelse. Han avsattes samtidigt från sin domarpost.

## Efter rättegången
August Spångberg interpellerade till justitieminister Herman Zetterberg i Unmanaffären 1953, samtidigt som riksdagsledamöterna Johansson i Stockholm och Waldemar Svensson i Ljungskile interpellerade i den relaterade vidare frågan om rättsröta. Justitieministerns svar upptog 23 sidor i riksdagsprotokollet, där han betonar att han inte haft för avsikt att mörklägga och undanröja fel och misstag. Han framställde processen mot Folke Lundquist snarast som ett hälsotecken för rättsordningen, och framhöll inga behov av åtgärder från hans sida med anledning av den förda rättsrötedebatten.
Vilhelm Moberg skildrade Lundquistaffären i sin pjäs Domaren 1957 och även i romanen Det gamla riket 1953.
Riksdagsmannen August Spångberg interpellerade i november 1964 Herman Kling om åtgärder för att rehabilitera Gustaf Unman och övriga som dömts till böter eller satts i fängelse eller sinnessjukhus för att de arbetat i Unmanaffären. Justitieministern undvek att besvara interpellationen.